# Isalavanu
Isalavanu è una circoscrizione rurale (rural ward) della Tanzania situata nel distretto urbano di Mafinga, regione di Iringa. Conta una popolazione di 8 402 abitanti (censimento 2022).